# Marumba titan
Marumba titan är en fjärilsart som beskrevs av Rothschild 1920. Marumba titan ingår i släktet Marumba och familjen svärmare. Inga underarter finns listade i Catalogue of Life.